# Au世界サービス
au世界サービス（エーユーせかいサービス）は、KDDIおよび沖縄セルラー電話の各携帯電話ブランドであるauが行っている国際ローミングサービスである。旧名称はグローバルパスポート（GLOBAL PASSPORT）。
旧グローバルパスポートでの場合、ローミングする通信方式により、グローバルパスポートCDMAとグローバルパスポートGSM（機種により、UMTS（HSDPA/W-CDMA）エリアでのデータローミングに対応しているものを含む）の2種類が混在していた。

## 概説
携帯電話は、多くの場合、日本国内と海外では使用する周波数帯域や通信方式が異なるため、国内用の移動機をそのまま海外で使用することは出来ない。そのため、以前は空港などで海外用の移動機をレンタルして使用するのが一般的だった（KDDIネットワーク&ソリューションズなどが提供するauモーバイルエクスプレス（2006年11月30日サービス終了）等）。しかし、レンタルできる移動機は当然のことながら海外仕様のため、日本人には使いにくいものであった。
auの世界サービス（グローバルパスポート）対応機を使用すれば、いつも日本で使っている移動機をそのままに、auと提携している海外地域で利用可能となる。
対応エリア・一部対応端末では、海外でもパケットサービスを利用可能であるが、GSMやW-CDMAとは違い自分で接続先情報の設定を変更しなければならない上、機種・場合によっては接続変更が複雑（A5505SAの場合、中国でデータ・音声ローミングの場合既存の「中国」設定ではなく、「韓国」に設定する）などの不便なところがある。
なお、A5527SAでは海外と設定することで、PRL（ローミングエリア情報）に従って自動的に現地の状況にあった設定がされるようになった。
2008年3月15日、ローミングサービスのブランド統一に伴い、従来「グローバルパスポート」と呼ばれていたローミングサービスは「グローバルパスポートCDMA」に名称変更された。
旧グローバルパスポートCDMA対応機にはCDMAぷりペイドの指定機種があるが、CDMAぷりペイド契約ではこのサービスを利用することができない。
2009年8月3日にサービスインした、au（KDDI）のMVNOであるECナビケータイについて、海外ローミングに対応している機種がいくつかあるが、そちらについても、ここで取り上げるauの体系に準じて利用可能となっている。
2016年4月28日にVoLTE対応auスマートフォン、およびau携帯電話の普及が順調に進んでいることと、従来の3G専用au携帯電話、およびauスマートフォンの利用者が減少していることを理由に、2018年3月31日を以ってCDMA2000、およびW-CDMA、GSMに関わらずグローバルパスポートを終了することを発表、2018年3月31日に終了した。。なお、サービス終了以後はグローバルパスポート対応端末を日本国外に持ち込んでも圏外表示やアンテナピクトが一切表示されず、更に音声通話の発着信、およびSMSの送受信、データ通信ができなくなる。
先述の通り、2016年5月31日に海外向け定額制データ通信サービス「世界データ定額」のサービス開始が発表されたのに伴い、同日付で名称を「au世界サービス」に改称した。

## 利用料金
基本使用料は無料。手続きも不要である。
国内での利用料金は通常の料金と同様であるが、海外での利用料金はローミング先によって異なり、国内と比べると非常に割高となる。
なお、海外では着信にも利用料金が発生するため、注意が必要である。

## 旧グローバルパスポート時代における対応端末
端末供給メーカーは、グローバルパスポートCDMA対応機が三洋電機、鳥取三洋電機（現・三洋テクノソリューションズ鳥取）、京セラ（ただし、SANYOブランドとして）の3社、グローバルパスポートGSM対応機はソニー・エリクソン・モバイルコミュニケーションズが供給しているのみ（2008年時点）であったが、2009年以降の新型番となってからは、グローバルパスポートCDMAについてはKCP+に対応したほぼ全ての機種で対応し、その一部がグローバルパスポートGSMとのデュアル対応となっている。KCP機についてはソニー・エリクソン・モバイルコミュニケーションズ製の一部機種のみグローバルパスポートGSM対応となっている。グローバルパスポートに対応している端末は、「グロパス機」と言われる事が多い。
2008年1月28日にはGSMローミング（グローバルパスポートGSM）を正式サポートするWIN端末の「W62S」が発表され、同年3月21日に沖縄地区にて先行発売された。
W63SAとHIY01はCDMAローミングエリアでのプラスティックローミング用レンタル機として現在採用されている（新型番でグロパスCDMA対応機が大勢を占める現状では、従前からのローミング非対応機ないしはW62S・W64S・S002利用者を想定）。
なお、A5505SA、A5505SA以外の1X機（cdmaOneを含む）、WINの対応機では、それぞれ海外で利用可能な対応周波数が異なるため、それぞれ、使える地域とそうでない地域にごく一部で差異が生じるものがある。
※ ☆印の付与された機種はスマートフォン・スマートブック・タブレット。★印の付与された機種はiidaブランドの携帯電話。◎印の付与された機種はUMTSデータローミング対応機種。●印の付与された機種はLTE対応機種。Q印の付与された機種はGSMクワッドバンド対応機種。×印は、GSMエリアでのデータローミング非対応機種。

### グローバルパスポートCDMA対応機
- 三洋電機製
  - C111SA・・・C104SAをローミング対応させたような端末、ローミング提携事業者である韓国・新世紀通信（現・SKテレコム）、香港・ハチソンテレコムでも販売されていた。
  - C412SA・・・C401SAをベースとしている、グローバルパスポート機初のEzWEB対応端末
  - C1001SA
  - A1303SA
  - A1305SA
  - A5505SA・・・グローバルパスポート機初のパケット通信対応機。
  - A5527SA・・・鳥取三洋のソフトウェアを使用しているため、日本語入力はATOK＋APOTが採用されている。

- 鳥取三洋電機製
  - A5514SA・・・グローバルパスポート機初の内蔵アンテナ。

- 京セラ製（SANYOブランド）
  - W63SA・・・1X WINシリーズ及びKCP+、EV-DO Rev.A対応機初のグローバルパスポートCDMA対応を実現した。
  - SA001
  - SA002・・・SANYOブランド最終機種。

- 京セラ製（KYOCERAブランド）
  - K007(KY007)・・・KYOCERAブランド初のKCP+およびEV-DO Rev.A対応機種。
  - K009(KY009)
  - GRATINA(KYY06)
  - GRATINA2(KYY10)

- シャープ製
  - W64SH
  - SH001
  - SH002
  - SH003
  - SH004
  - SH005
  - SH006
  - SH007
  - SH008
  - Sportio water beat(SHY01)
  - E05SH
  - E06SH
  - SH009
  - SH010
  - SH011
  - IS03(SHI03)☆
  - IS05(SHI05)☆
  - AQUOS PHONE IS11SH(SHI11)☆
  - AQUOS PHONE IS12SH(SHI12)☆
  - AQUOS PHONE IS13SH(SHI13)☆
  - AQUOS PHONE IS14SH(SHI14)☆

- カシオ日立モバイルコミュニケーションズ（現・日本電気）製（CASIOブランド）
  - W63CA
  - CA001
  - CA003
  - CA004
  - CA005

- NECカシオ モバイルコミュニケーションズ（現・日本電気）製（CASIOブランド）
  - G'zOne TYPE-X(CAY01)
  - CA006
  - CA007

- カシオ日立モバイルコミュニケーションズ製（HITACHIブランド）
  - W63H
  - H001(HI001)
  - Mobile Hi-Vision CAM Wooo (HIY01)
  - beskey(HIY02)

- ソニー・エリクソン・モバイルコミュニケーションズ（現・ソニーモバイルコミュニケーションズ）製
  - Walkman Phone, Premier3(SOY01)
  - BRAVIA Phone U1(SOY02)
  - URBANO BARONE(SOY03)

- 東芝（現・富士通モバイルコミュニケーションズ）製
  - T001(TS001)
  - T003(TS003)
  - biblio(TSY01)
  - ドッツ・オブセッション、水玉で幸福いっぱい(TSX01)
  - 宇宙へ行くときのハンドバック(TSX02)
  - 私の犬のリンリン(TSX03)
  - PLY(TSX04)
  - dynapocket IS02(TSI01)☆

- 富士通東芝モバイルコミュニケーションズ（現・富士通モバイルコミュニケーションズ）製（TOSHIBAブランド）
  - T005(TS005)
  - T006(TS006)
  - REGZA Phone IS04(TSI04)☆
  - T007(TS007)
  - T008(TS008)

- 富士通東芝モバイルコミュニケーションズ製（Fujitsuブランド）
  - F001(FJ001)

- パナソニック モバイルコミュニケーションズ製
  - P001(MA001)

- HTC Nippon製
  - E30HT☆
  - HTC EVO 3D ISW12HT(HTI12)☆

- モトローラ・モビリティ製
  - MOTOROLA PHOTON ISW11M(MOI11)☆

- パンテックワイヤレスジャパン製
  - SIRIUS α(PTI06)☆…ただし、法人向けモデルに限る。
  - PT003

- LGエレクトロニクス製
  - IS11LG(LGI11)☆

- 日本サムスン製
  - ISW11SC(SCI11)☆

### グローバルパスポートGSM対応機
- 京セラ製
  - DIGNO M KYL22☆◎●

- シャープ製
  - AQUOS PHONE SERIE SHL23☆◎●

- ソニー・エリクソン・モバイルコミュニケーションズ→ソニーモバイルコミュニケーションズ製
  - W62S・・・グローバルパスポートGSM対応初号機。
  - W64S
  - S002(SO002)
  - Xperia acro HD IS12S(SOI12)☆◎Q
  - Xperia VL SOL21☆◎●
  - Xperia UL SOL22☆◎●
  - Xperia ZL SOL23☆◎●

- 富士通東芝モバイルコミュニケーションズ製（TOSHIBAブランド）
  - E31T☆ ※ヤマト運輸向け機種

- 富士通東芝モバイルコミュニケーションズ製（Fujitsuブランド）
  - ARROWS Tab FJL21☆◎●
  - ARROWS Z FJL22☆◎●

- LGエレクトロニクス製
  - isai LGL22☆◎●

- サムソン電子ジャパン製
  - GALAXY Note3 SCL22☆◎●

### グローバルパスポートCDMA & GSM対応機
- NECカシオ モバイルコミュニケーションズ製（CASIOブランド）
  - G'zOne IS11CA(CAI11)☆Q

- NECカシオ モバイルコミュニケーションズ製（NECブランド）
  - MEDIAS BR IS11N(NEI11)☆

- 京セラ製
  - DIGNO ISW11K(KYI11)☆
  - MARVERA(KYY08)
  - MARVERA2(KYY09)

- シャープ製
  - INFOBAR A01(SHX11)☆★
  - INFOBAR C01(SHX12)☆★

- ソニー・エリクソン・モバイルコミュニケーションズ製
  - S001(SO001)・・・グローバルパスポートCDMA & GSM対応初号機。
  - S003(SO003)
  - BRAVIA Phone S004(SO004)
  - G9(SOX01)★
  - URBANO MOND(SOY04)
  - BRAVIA Phone S005(SO005)
  - S006(SO006)
  - G11(SOX02)★
  - S007(SO007)
  - Xperia acro IS11S(SOI11)☆Q×
  - URBANO AFFARE(SOY05)

- 東芝製
  - T002(TS002)
  - REGZA Phone T004(TS004)
  - E08T
  - LIGHT POOL(TSX05)★

- 富士通東芝モバイルコミュニケーションズ製（TOSHIBAブランド）
  - X-RAY(TSX06)★
  - REGZA Phone IS11T(TSI11)☆
  - Windows Phone IS12T(TSI12)☆

- 富士通東芝モバイルコミュニケーションズ製（Fujitsuブランド）
  - E09F
  - ARROWS Z ISW11F(FJI11)☆
  - ARROWS ES IS12F(FJI12)☆

- パンテックワイヤレスジャパン製
  - MIRACH IS11PT(PTI11)☆◎Q
  - EIS01PT(PT01E)☆◎Q

- モトローラ・モビリティ製
  - IS12M(MOI12)☆◎

- Apple製
  - iPhone 4S☆◎
  - iPhone 5☆◎●Q
  - iPhone 5s☆◎●Q
  - iPhone 5c☆◎●Q
  - iPad Retinaディスプレイモデル☆◎●Q
  - iPad mini☆◎

## 対応エリア

### グローバルパスポートCDMA
対応エリアは音声だけのローミングエリアと、音声とパケットのローミングエリアがある。Cメールの受信料は無料となっている。
東南アジア・北米・南米に偏っており、欧州ではエリアがないのが特徴、日本人の渡航先としては80%以上をカバーしている。
なお、1XとWINでは、提携事業者に一部違いがあるのと使用周波数帯などの相違があることから、WIN（後のau 3G）では対応していないケースもあるので注意が必要。
- 音声ローミング対応エリア

カナダ※1※4、オーストラリア※3、ニュージーランド:※8、中国（大陸・香港※5・マカオ）、台湾、ベトナム、マカオ、インド、インドネシア、プエルトリコ※2、米領バージン諸島※2、メキシコ、イスラエル、ジャマイカ、ペルー、ブラジル※6
※1　カナダの一部都市での音声ローミングは、A5505SAのみ利用可能（カルガリー、エドモントン、ウィンペグ、トロント、ロンドン、バリー、オタワ、ウィンザー、ナイアガラフォールズ、ハミルトン、サルニア、ケベック、モントリオール、シャーブルック、ハリファックス）
※2　プエルトリコ・米領バージン諸島、での音声ローミングは、A5505SAのみ利用可能
※3　2008年1月28日、提携先のTelstraのCDMA通信サービス終了に伴いローミングサービス廃止。これに伴う対応として、グローバルパスポートGSMの提供が開始された。
※4　WIN（現・au 3G）では、使用不可。
※5　WINでは、エリアに制限がある。
※6　2011年1月2日、提携先のVivoのCDMA通信サービス終了に伴いローミングサービス廃止。
※7　2011年4月8日、提携先のODJのCDMA通信サービス終了に伴いローミングサービス廃止。
※8　2012年7月31日、提携先のTelecom MobileのCDMA通信サービス終了に伴いローミングサービス廃止予定。
- 音声・パケットローミング対応エリア　※2

アメリカ、ハワイ、韓国、中国、台湾、タイ※3、グアム※4※6、サイパン※6、カナダ※4、インド、インドネシア
※2　海外パケットサービスは、A5505SA・A5514SA・A5527SAおよびWINでの対応機種のみ利用可能
※3　パッタニー(Pattani)県、ナラティワート(Narathiwat)県、ヤラー(Yala)県を除く。WINでは、バンコク周辺での利用は不可。
※4　WINでは、使用不可。
※6　2011年1月以降、A5505SA以外のCDMA機種は利用不可（A5505SAのみ、グアムにおけるドコモパシフィック以外の事業者の周波数帯に対応しているため使用可能）。

### グローバルパスポートGSM
グローバルパスポートGSMを参照。